# ビジネス・プロセス・アウトソーシング
ビジネス・プロセス・アウトソーシング（英語: Business process outsourcing; BPO）は、企業運営上の業務やビジネスプロセスを専門企業に外部委託することを指す。

## 概要
企業内部の管理部門で行われていた総務、人事、経理に関連する、給与計算、データの入出力（インプット・アウトプット）や処理などの業務を中心に外部に委託するケースが多い。コールセンター(コンタクトセンター)やソフトウェアのプログラミングなど、コンピューターやインターネット技術に関連した業務のアウトソーシングは、ITアウトソーシング（Information Technology Outsourcing）とも呼ばれる。
ビジネス・プロセス・アウトソーシングのサービス提供企業をアウトソーサーと呼ばれることもある。

## アウトソーシング事情

### 日本
日本国内のBPO受託業務は、コールセンター運営等の実作業を、人口や経済規模のわりに地価や最低賃金が低い傾向にある沖縄や北海道などで行う例が多く見られる。2004年（平成16年）8月17日付の「札幌タイムス」によると、札幌市ではBPO受託企業の誘致施策に乗り出すことになった。
日本から海外へは、中国および東南アジア諸国に、事務系の業務委託がされているケースが見受けられる。

### 海外
かつてイギリスやアメリカ合衆国の植民地であったインドやフィリピンなどでは、事実上の準公用語として用いられている英語に明るい国民が多いため、欧米企業からの委託先として利用されている。特にフィリピンでは、安価な労働力を生かして、コールセンターやCAD製図のアウトソース受託がメインとなっており、2014年にはフィリピンのコールセンター数がインドを抜いた。
また、フィリピンでは新しい分野のBPOも始まっており、下記の企業ではアフィリエイトやGoogle広告等の調整など、今までにない全く新しい分野のBPOを進めている。
タイ王国では、BOI（タイ王国政府投資委員会事務局）が2002年（平成14年）10月30日にコールセンターを投資奨励業種と定め、2005年（平成17年）2月に奨励業種名をBPOと改称し、奨励対象となる業種の範囲を拡大した。
日系企業ではアジア・ダイナミック・コミュニケーションズ（現マスターピース・グループ（タイランド））、ミットサイアム・テレサービス（現トランスコスモス（タイ））が投資奨励恩典を取得している。

日本の代表的なビジネス・プロセス・アウトソーシング企業
アデコ株式会社、トランスコスモス株式会社、富士通株式会社、凸版印刷株式会社、株式会社パソナ、りらいあコミュニケーションズ株式会社、株式会社KDDIエボルバ、株式会社ベルシステム24